# Lajos Czeizler
Lajos Czeizler (en húngaro: Czeizler Lajos, nacido como Lajos Czeiczler; Heves, Imperio austrohúngaro, 5 de octubre de 1893-Budapest,
Hungría, 6 de mayo de 1969) fue un jugador y entrenador de fútbol húngaro. En su etapa como jugador profesional se desempeñaba como guardameta.
Era trilingüe, pues hablaba húngaro, alemán e italiano. Dirigió al IFK Norrköping en su era dorada. También fue entrenador de la selección italiana como presidente de la comisión técnica en la Copa del Mundo de 1954.

## Equipos

### Como jugador
| Equipo       | País    | Año       |
| ------------ | ------- | --------- |
| MTK Budapest | Hungría | 1908-1919 |
| Vác          | Hungría | 1921-1923 |

### Como entrenador
| Equipo                | País     | Año       |
| --------------------- | -------- | --------- |
| ŁKS Łódź              | Polonia  | 1923-1926 |
| Udinese               | Italia   | 1927-1928 |
| Faenza                | Italia   | 1928-1930 |
| Lazio (juvenil)       | Italia   | 1930-1931 |
| Catania               | Italia   | 1932-1933 |
| Casale                | Italia   | 1933-1934 |
| ŁKS Łódź              | Polonia  | 1935-1936 |
| Karlskoga IF          | Suecia   | 1937-1938 |
| Hallstahammars SK     | Suecia   | 1939      |
| Västerås SK           | Suecia   | 1940      |
| IFK Norrköping        | Suecia   | 1942-1948 |
| Milan                 | Italia   | 1949-1952 |
| Padova                | Italia   | 1952-1953 |
| Selección nacional    | Italia   | 1953-1954 |
| Sampdoria             | Italia   | 1954-1957 |
| Fiorentina            | Italia   | 1958-1959 |
| Fiorentina (interino) | Italia   | 1960      |
| Benfica               | Portugal | 1963-1964 |

## Palmarés

### Como jugador

#### Campeonatos nacionales
| Título              | Equipo       | País                  | Año  |
| ------------------- | ------------ | --------------------- | ---- |
| Copa de Hungría     | MTK Budapest | Imperio austrohúngaro | 1910 |
| Copa de Hungría     | MTK Budapest | Imperio austrohúngaro | 1911 |
| Copa de Hungría     | MTK Budapest | Imperio austrohúngaro | 1912 |
| Nemzeti Bajnokság I | MTK Budapest | Imperio austrohúngaro | 1914 |
| Copa de Hungría     | MTK Budapest | Imperio austrohúngaro | 1914 |
| Nemzeti Bajnokság I | MTK Budapest | Imperio austrohúngaro | 1917 |
| Nemzeti Bajnokság I | MTK Budapest | Imperio austrohúngaro | 1918 |
| Nemzeti Bajnokság I | MTK Budapest | Hungría               | 1919 |

### Como entrenador

#### Campeonatos nacionales
| Título           | Equipo         | País     | Año  |
| ---------------- | -------------- | -------- | ---- |
| Allsvenskan      | IFK Norrköping | Suecia   | 1943 |
| Copa de Suecia   | IFK Norrköping | Suecia   | 1943 |
| Allsvenskan      | IFK Norrköping | Suecia   | 1945 |
| Copa de Suecia   | IFK Norrköping | Suecia   | 1945 |
| Allsvenskan      | IFK Norrköping | Suecia   | 1946 |
| Allsvenskan      | IFK Norrköping | Suecia   | 1947 |
| Allsvenskan      | IFK Norrköping | Suecia   | 1948 |
| Serie A          | Milan          | Italia   | 1951 |
| Primeira Divisão | Benfica        | Portugal | 1964 |
| Copa de Portugal | Benfica        | Portugal | 1964 |

#### Copas internacionales
| Título      | Equipo | Sede           | Año  |
| ----------- | ------ | -------------- | ---- |
| Copa Latina | Milan  | Milán (Italia) | 1951 |